# Concattedrale di Santa Maria Assunta (Bovino)
La chiesa di Santa Maria Assunta è il duomo di Bovino, e concattedrale dell'arcidiocesi di Foggia-Bovino.

## Storia
Sono incerte le origini sia della cattedrale di Bovino che della sua diocesi. Questa esisteva già prima dell'anno Mille, strettamente legata a quella longobarda di Benevento, da cui dipendeva. Ne consegue che una cattedrale doveva esistere nel periodo altomedievale, e forse anche in quello paleocristiano: l'unica cosa certa che si conosce di quest'epoca è la traslazione dalla vicina Troia a Bovino, nella chiesetta a lui dedicata, delle reliquie di san Marco di Eca, patrono della città (V-VI secolo).
La documentazione storica inizia con la fine del X secolo, quando il vescovo Giovanni ricostruisce o restaura l'antica cattedrale nella forma che oggi conosciamo. Altri lavori furono eseguiti sotto i vescovi Roberto e Pietro tra il 1188 ed il 1231 quando l'edificio fu trasformato in stile romanico; in questo stesso periodo fu inglobata nella cattedrale, addossata al presbiterio, l'adiacente chiesetta di san Marco d'Eca, consacrata il 18 giugno 1197, come attesta un documento di quel periodo, oggi conservato nella Biblioteca Apostolica Vaticana.
In età barocca la chiesa fu trasformata internamente secondo i gusti dell'epoca.
Nel 1930 la cattedrale fu distrutta da un terremoto e ricostruita dov'era e com'era, ad eccezione delle aggiunte barocche, che furono in gran parte eliminate per ripristinare l'antico aspetto romanico: la chiesa fu riconsacrata nell'ottobre del 1936. Nel 1890 il Duomo fu dichiarato monumento nazionale ed il 10 giugno 1970 fu elevato da papa Paolo VI alla dignità di basilica minore.

## Descrizione

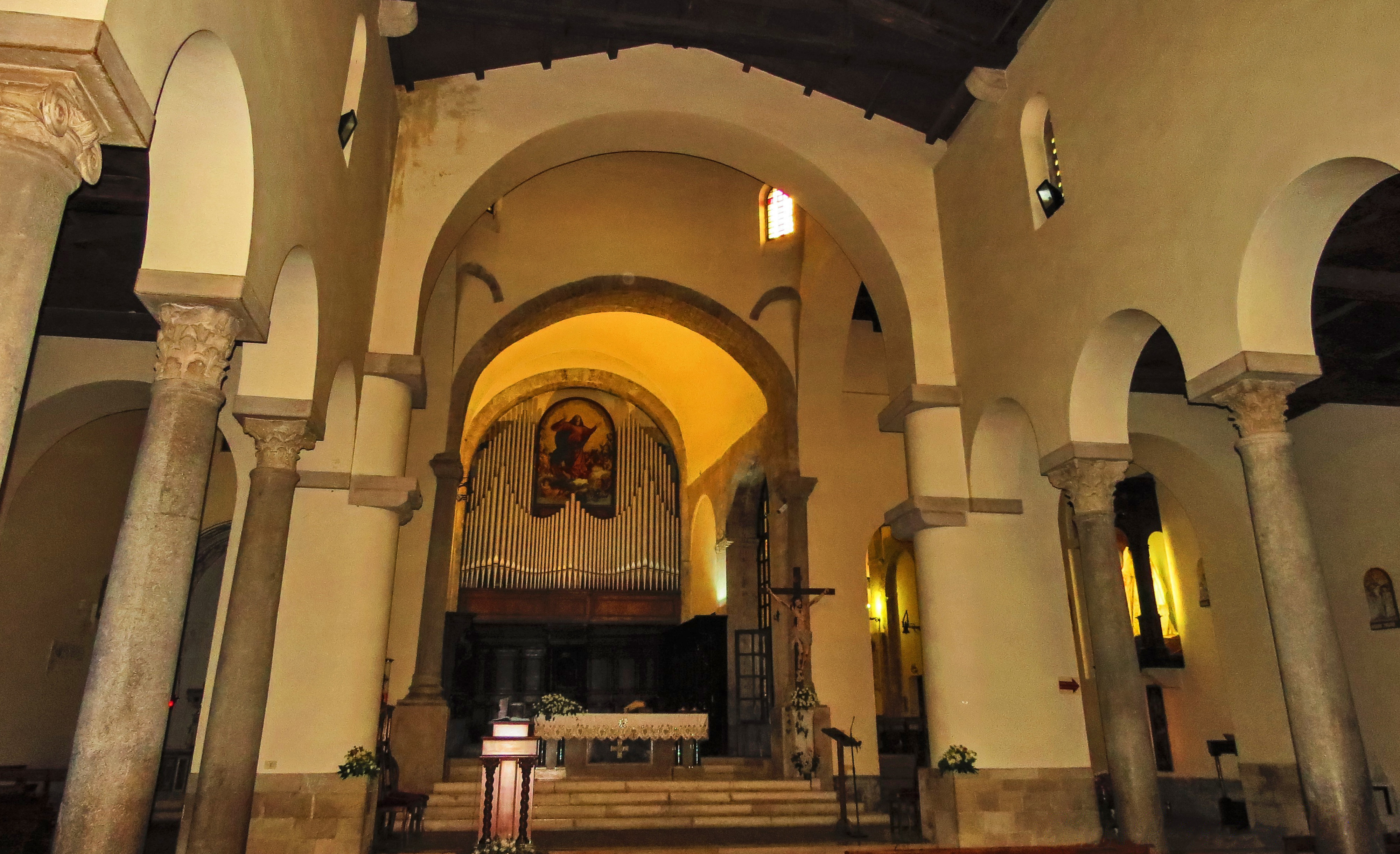
Scorcio della navata centrale

La facciata risale alla ricostruzione eseguita tra il XII ed il XIII secolo, precisamente al 1231. Come molte cattedrali pugliesi, la facciata si presenta "a capanna", espressione utilizzata ad indicare che la sua larghezza è maggiore dell'altezza. Una breve scalinata conduce ai tre portali d'ingresso, di cui quello centrale molto più grande; sono sormontate da lunette, e, quello centrale, da un rosone. Sul fianco sinistro della cattedrale ed in posizione più arretrata, si trovano il campanile e il palazzo ducale, che conserva diverse opere un tempo nell'edificio sacro: tra queste si ricordano in particolare il Martirio di san Sebastiano di Mattia Preti, numerosi e preziosi reliquiari, un ostensorio della metà del XV secolo in rame dorato, cesellato e decorato con smalti in stile tardogotico.
L'interno della cattedrale è a tre navate divise da colonne di spoglio, con soffitto a capriate, transetto e presbiterio. Sopra il transetto si apre una piccola cupola. L'interno è illuminato dalla luce proveniente dal rosone e da una serie di finestrelle aperte nella parte alta della navata centrale e nel transetto.
Nel presbiterio è un coro ligneo, ricostruito all'inizio del XVII secolo, dopo che quello romanico fu distrutto da un incendio. A fianco del coro è collocata una mensola in marmo, con altorilievo raffiguranti Daniele nella fossa dei leoni: questa struttura faceva parte dell'antico protiro che si trovava nella facciata prima della sua ricostruzione all'inizio del XIII secolo.
Nella cattedrale si trovano anche il monumento al beato Antonio Lucci, vescovo di Bovino del XVIII secolo, beatificato da papa Giovanni Paolo II; e la cappella di san Marco, con opere del Settecento.